# 特雷尔·布兰登
托马斯·特雷尔·布兰登（英語：Thomas Terrell Brandon，1970年5月20日—），美国NBA联盟前职业篮球运动员。他在1991年的NBA选秀中第1轮第11顺位被克里夫兰骑士选中。